# Ferdinand Biesheuvel
Ferdinand Biesheuvel is een Nederlands acteur. In 1990 richtte Biesheuvel in Gorinchem samen met zijn vrouw Gemma theater 't Pand op, nu een bekend podium voor beginners. Onder anderen Theo Maassen, Plien van Bennekom en Bianca Krijgsman startten hier hun carrière. Biesheuvel speelde kleine rollen in diverse soaps, en is daarnaast te zien in een reclame voor het soepmerk Cup-a-Soup.

## Carrière
- Goede tijden, slechte tijden - Koerier (1990)
- Zeg eens AAA  - Specialist (1992)
- Advocaat van de Hanen - Barman Grand Café (1996)
- Goudkust - Bas Karels (1996) / Hans Mathijssen (1997)